# Charvarius Ward
Pour les articles homonymes, voir Ward.
(en) Statistiques sur pro-football-reference
Charvarius Ward, né le 16 mai 1996 à McComb dans l'État du Mississippi aux États-Unis, est un sportif professionnel américain de football américain jouant au poste de cornerback dans la National Football League (NFL) depuis la saison 2018 et pour la franchise des Colts d'Indianapolis depuis 2025.
Non sélectionné lors de la draft 2018 de la NFL, il est engagé par la franchise des Cowboys de Dallas mais est de suite échangé aux Chiefs de Kansas City où il joue pendant trois saisons (2018–2021) et avec qui il remporte le Super Bowl LIV. Il rejoint ensuite les 49ers de San Francisco (2022-2024) et les Colts dès 2025.
Au niveau universitaire, il a joué pendant deux saisons (2016-2017) pour les Blue Raiders de l'université d'État de Middle Tennessee dans la NCAA Division I FBS après avoir joué deux saisons (2014-2015) pour les Eagles de Hinds (en) dans une ligue universitaire mineure.

## Biographie

### Jeunesse
Ward grandit à McComb où il joue pour le lycée de la ville. Lors de son année senior, il y compile 48 plaquages, une interception, et est sélectionné dans l'équipe type de la région. Il intègre ensuite le Hinds Community College. Lors de son année freshman, il totalise 32 plaquages, 3 interceptions, 5 passes défendues et force un fumble. L'année suivante, il enregistre 32 plaquages, une interception, deux passes défendues et bloque un coup de pied de dégagement.

### Carrière universitaire
Il est transféré à l'université d'État de Middle Tennessee où lors de son année junior, il dispute 12 matchs donc deux en tant que titulaire, totalisant 26 plaquages, 2 interceptions, 5 passes défendues, une pression sur quarterback et recouvre un fumble. L'année suivante, il est titulaire à huit reprises lors des treize matchs disputés, totalisant 48 plaquages dont 3 pour perte de yards adverses, un sack et 14 passes défendues.

### Carrière professionnelle
Ward n'est pas invité au NFL Combine. Le 20 janvier 2018, Ward dispute le NFLPA Collegiate Bowl (en) et participe le 12 mai 2018 au Pro Day de Middle Tennessee State où il se fait remarquer lors des épreuves. Il est ainsi, juste avant la draft, considéré comme le 46e meilleur cornerback possible pour la draft par le site DraftScout.com.

#### Cowboys de Dallas
Bien que non sélectionné lors de la draft 2018 de la NFL, Ward signe alors avec la franchise des Cowboys de Dallas en tant qu'agent libre non drafté et y signe le 30 avril 2018 un contrat de trois ans pour un montant de 1,71 million de $ incluant une prime à la signature de 5 000 $. Pendant les camps d'entraînement, il entre en compétition pour le poste de 5e cornerback avec Marquez White (en), Duke Thomas et Donovan Olumba (en).

#### Chiefs de Kansas City
Ward est finalement échangé aux Chiefs de Kansas City contre Parker Ehinger. L'entraineur principal Andy Reid le considère comme le 5e cornerback remplaçant avant la saison régulière derrière Steven Nelson (en), Kendall Fuller, Orlando Scandrick (en) et Tremon Smith (en).
Le 1er octobre 2018, Ward fait ses débuts professionnels lors de la victoire 27 à 23 en 3e semaine contre les Broncos. Le 23 décembre, il est titularisé pour la première fois de sa carrière à la suite de la blessure au pouce de Kendall Fuller. Il y totalise huit plaquages et une passe défendue malgré la défaite 31 à 38 en déplacement chez les Seahawks. Ward termine son année rookie avec un total de 30 plaquages dont 26 en solo et trois passes défendues lors des treize matchs joués dont deux en tant que titulaire.
Les Chiefs terminent premiers de l'AFC West (12–4) et sont exemptés du premier tour de la série éliminatoire. Le 12 janvier 2019, Ward commence son premier match de série éliminatoire en tant que titulaire, y totalisant quatre plaquages et quatre passes défendues (victoire 31 à 13 contre les Colts lors du tour de division. La semaine suivante, en finale de conférence contre les Patriots, il enregistre sept plaquages. Alors qu'il ne restait que 54 secondes à jouer, Ward effectue une interception qui aurait dû envoyer les Chiefs au Super Bowl LIII si l'action n'avait pas été annulée à la suite d'une pénalité sifflée pour hors jeu du defensive end Dee Ford.
Ward et Bashaud Breeland sont désignés titulaires pour le poste de cornerback par Andy Reid désigne Ward avant le début de la saison 2019. Le 15 septembre 2019, Ward effectue quatre plaquages, deux passes défendues et réussit sa première interception en carrière lors de la victoire 28 à 10 chez les Raiders en 2e semaine. Ward réussit une deuxième interception contre les Texans en interceptant d'une main une passe du quarterback DeAndre Hopkins. Ward et les Chiefs accèdent au Super Bowl LIV et battent 31 à 20 les 49ers, ward y effectuant quatre plaquages.
Bashaud Breeland ayant été suspendu pour les quatre premiers matchs de la saison 2020, Ward est désigné titulaire au poste de cornerback. Ward rate le match de la 2e semaine à la suite d'une blessure à la main. En 7e semaine lors de la victoire 43 à 16 contre les Broncos, Ward totalise neuf plaquages et un sack sur Drew Lock. Il termine la saison 2020 avec un total de 51 plaquages, un sack et six passes défendues. Ward et les Chiefs accèdent au Super Bowl LV mais sont battus 9 à 31 par les Buccaneers.
Les Chiefs désignent Ward comme un agent libre avec restriction (contre un éventuel choix de deuxième tour de draft) qui finalement lui permet de signer le 10 juin 2021, un contrat d'un an pour un montant de 3 384 millions de dollars.

#### 49ers de San Francisco
Ward est de nouveau agent libre pour la saison suivante, mais cette fois sans restriction. Il signe pour trois ans avec les 49ers de San Francisco pour un montant de 42 millions de $,,. 
Avec l'équipe, il forme un duo efficace avec Deommodore Lenoir qui permet à Ward à jouer comme l'un des meilleurs cornerbacks de la ligue. À la fin de la saison 2023, il est sélectionné pour le Pro Bowl et dans la deuxième équipe All-Pro. Il termine la saison en ayant disputé l'ensemble des matchs de la saison tous en tant que titulaire pour la deuxième saison consécutive, avec 5 interceptions (record en carrière), et 23 passes défendues, menant la ligue dans ces statistiques. Ward et les 49ers accèdent au Super Bowl LVIII où il rencontre son ancienne équipe des Chiefs.

#### Colts d'Indianapolis
Le 13 mars 2025, Ward signe un contrat de trois ans pour un montant de 54 millions de dollars dont 35 garantis et 20 de prime à la signature avec les Colts d'Indianapolis. Ce contrat le lie avec les Colts jusqu'en 2027 et contient des bonus possibles d'une valeur maximale de 60 millions,.

## Statistiques

### Universitaires
| Année       | Équipe                 | Statut      | MJ |       | Plaquages | Plaquages | Plaquages | Plaquages |       | Interceptions | Interceptions | Interceptions | Interceptions |  | Fumbles | Fumbles |
| Année       | Équipe                 | Statut      | MJ | Total | Seul      | Ast.      | Sacks     | Nb.       | Yards | Déf.          | TD            | Nb.           | Rec.          |  |         |         |
| 2016        | Middle Tennessee State | Jr.         | 12 | 26    | 14        | 12        | 0,0       | 2         | 25    | 03            | 0             | 0             | 1             |  |         |         |
| 2017        |                        | Sr.         | 12 | 48    | 34        | 14        | 3,0       | 0         | 0     | 10            | 0             | 0             | 0             |  |         |         |
| Totaux NCAA | Totaux NCAA            | Totaux NCAA | 24 | 74    | 48        | 26        | 3,0       | 2         | 25    | 13            | 0             | 0             | 1             |  |         |         |

### NFL Scouting Combine
| Taille             | Poids          | Bras            | Main            | Sprint   | Sprint   | Sprint   | Shuttle 20 yards | 3 cones drill | Détente       | Détente        | Développé couché | Test Wonderlic |
| Taille             | Poids          | Bras            | Main            | 40 yards | 10 yards | 20 yards | Shuttle 20 yards | 3 cones drill | verticale     | horizontale    | Développé couché | Test Wonderlic |
| 1,84 m (6 ft ⅝ in) | 90 kg (198 lb) | 82 cm (32 ¼ in) | 26 cm (10 ⅛ in) | 4,44 s   | 1,71 s   | 2,62 s   | 4,56 s           | 7,52 s        | 79 cm (31 in) | 3,35 m (11 ft) | 12 reps          | -              |

### Professionnelles
| Année      | Équipe                 | MJ  |                 | Plaquages       | Plaquages       | Plaquages       | Plaquages       |                 | Interceptions   | Interceptions   | Interceptions | Interceptions |  | Fumbles | Fumbles |
| Année      | Équipe                 | MJ  | Total           | Seul            | Ast.            | Sacks           | Nb.             | Yards           | Déf.            | TD              | Nb.           | Rec.          |  |         |         |
| 2018       | Chiefs de Kansas City  | 13  | 30              | 26              | 04              | 0,0             | 0               | 0               | 03              | 0               | 0             | 0             |  |         |         |
| 2019       | Chiefs de Kansas City  | 16  | 74              | 56              | 18              | 0,0             | 2               | 10              | 10              | 0               | 1             | 0             |  |         |         |
| 2020       | Chiefs de Kansas City  | 14  | 51              | 38              | 13              | 1,0             | 0               | 0               | 06              | 0               | 0             | 0             |  |         |         |
| 2021       | Chiefs de Kansas City  | 13  | 67              | 48              | 19              | 0,0             | 2               | 0               | 10              | 0               | 0             | 0             |  |         |         |
| 2022       | 49ers de San Francisco | 17  | 87              | 59              | 38              | 0,0             | 1               | 09              | 11              | 0               | 1             | 1             |  |         |         |
| 2023       | 49ers de San Francisco | 17  | 72              | 56              | 16              | 0,0             | 5               | 91              | 23              | 1               | 1             | 0             |  |         |         |
| 2024       | 49ers de San Francisco | 12  | 54              | 38              | 16              | 0,0,            | 0               | 0               | 07              | 0               | 0             | 0             |  |         |         |
| 2025       | Colts d'Indianapolis   | ?   | Saison en cours | Saison en cours | Saison en cours | Saison en cours | Saison en cours | Saison en cours | Saison en cours | Saison en cours | ?             | ?             |  |         |         |
| Totaux NFL | Totaux NFL             | 102 | 435             | 321             | 114             | 1,0             | 10              | 110             | 70              | 1               | 3             | 1             |  |         |         |

| Année      | Équipe                 | MJ |       | Plaquages | Plaquages | Plaquages | Plaquages |       | Interceptions | Interceptions | Interceptions | Interceptions |  | Fumbles | Fumbles |
| Année      | Équipe                 | MJ | Total | Seul      | Ast.      | Sacks     | Nb.       | Yards | Déf.          | TD            | Nb.           | Rec.          |  |         |         |
| 2018       | Chiefs de Kansas City  | 2  | 11    | 06        | 5         | 0,0       | 0         | 0     | 4             | 0             | 0             | 0             |  |         |         |
| 2019       | Chiefs de Kansas City  | 3  | 09    | 07        | 2         | 0,0       | 0         | 0     | 1             | 0             | 0             | 0             |  |         |         |
| 2020       | Chiefs de Kansas City  | 3  | 18    | 15        | 3         | 0,0       | 0         | 0     | 1             | 0             | 0             | 0             |  |         |         |
| 2021       | Chiefs de Kansas City  | 3  | 16    | 12        | 4         | 0,0       | 0         | 0     | 3             | 0             | 0             | 0             |  |         |         |
| 2022       | 49ers de San Francisco | 3  | 13    | 12        | 1         | 0,0       | 0         | 0     | 3             | 0             | 0             | 0             |  |         |         |
| 2023       | 49ers de San Francisco | 3  | 10    | 8         | 2         | 0,0       | 0         | 0     | 1             | 0             | 0             | 0             |  |         |         |
| Totaux NFL | Totaux NFL             | 17 | 77    | 60        | 17        | 0,0       | 0         | 0     | 13            | 0             | 0             | 0             |  |         |         |

## Vie privée
Ward préfère porter son surnom d'enfance « Mooney », que lui a donné sa mère. L'origine du surnom n'est connue ni par Ward ni par sa mère. « Tout le monde dans ma famille a un surnom », a-t-il déclaré. « Personne n'est appelé par son vrai nom. C'est juste un truc du Mississippi, je suppose. ».
Le 28 octobre 2024, Ward perd sa fille d'un an, Amani Joy Ward. Celle-ci était née prématurément le 17 novembre 2022. Atteinte du syndrome de Down, ellet a souffert de problèmes cardiaques tout au long de sa courte vie,.